# Хабши, Аид
Аид Хабши (ивр. עאיד חבשי‎; араб. عايِد حبشي‎; родился 10 мая 1995, Иксал) — арабско-израильский футбольный защитник. Футболист клуба «Маккаби (Хайфа)» и сборной Израиля.

## Карьера

### Клубная
Хабши родился в Иксале, в арабо-израильской семье.
Хабши начал свою карьеру в «Хапоэль Ришон-ле-Цион». В возрасте 14 лет, он перешёл в молодёжную академию «Маккаби» Хайфа. 28 ноября 2012 года Хабши дебютировал в составе старшей команды «Маккаби», начав с поражения в Кубке Тото против «Маккаби» Нетания (2:3). 21 апреля 2012 года Хабши дебютировал в Премьер-лиге Израиля, в проигранном матче против «Бней Иегуды» (1:2). В сезоне 2013/14 он принял участие в 3 играх взрослой команды «Маккаби» и продолжил играть в академии клуба.
3 февраля 2015 года Хабши был отдан в аренду в клуб «Бней Сахнин» в рамках сделки, которая включала переезд Авраама Паза в «Маккаби». В «Бней Сахнин» он входил в состав и участвовал в 13 матчах до конца сезона 2014/15. Хабши вернулся в «Маккаби» до начала сезона 2015/16. В сезоне он принял участие в 15 играх и сыграл важную роль в завоевании Кубка Израиля. 14 июля 2016 года Хабши дебютировал в Европе, сыграв вничью 1:1 с «Нымме Калью» в рамках квалификации Лиги Европы 2016/17.
1 февраля 2017 года он был отдан в аренду «Хапоэлю» Раанане и провел там 4 игры до конца сезона 2016/17. 27 июня 2017 года Хабши был передан в аренду «Бней Иегуде». 9 декабря 2017 года он забил свой первый гол в карьере, в ворота «Маккаби» Нетания, а клуб выиграл со счётом 2:1. В сезоне 2017/18 Хабши сыграл во всех 36 матчей чемпионата, и команда завершила сезон в верхней части плей-офф.
В сезоне 2018/19 он провёл за «Маккаби» 31 матч. 20 августа 2019 года стало известно, что Хабши подписал с клубом 5-летний контракт. Он добавил: «что „Маккаби“ для меня больше, чем дом. Это семья и образ жизни. Я рад, что клуб верит в меня, и останусь здесь в течение следующих нескольких лет. Я буду продолжать отдавать всё, что у меня есть, для клуба и моих замечательных фанатов».

### Международная
Хабши играл за юношескую сборную Израиля в период с 2013 по 2014 год. Он принял участие в юношеском Евро в 2014 году. Хабши сыграл во всех трёх матчах, но со своей страной ему пришлось вылететь из турнира, так как очков Израиль не набрал и занял последнее место в группе А. С 2015 по 2016 год он играл в молодёжной сборной Израиля.
В мае 2018 года Хабши впервые был вызван в сборную Израиля перед товарищеским матчем с Аргентиной. Но игра была отменена. 7 сентября 2018 года Хабши дебютировал за сборную Израиля в матче Лиги Наций 2018/19 против Албании. В общей сложности сыграл за сборную Израиля 4 матча.

## Достижения
«Маккаби Хайфа»
- Обладатель Кубка Израиля: 2015/16